# Luis Mella
Luis Alberto Mella Gajardo (Quillota, 30 de marzo de 1961) es un médico y político chileno. Desde el año 1992 ejerció como alcalde de la comuna de Quillota hasta el año 2021, siendo uno de los siete ediles chilenos que cumplió su séptimo periodo consecutivo al mando de un municipio desde el retorno a la democracia en 1990, junto con Johnny Carrasco en Pudahuel, Sixto García de Camiña, Gregorio Valenzuela en Coinco, Rubén Cárdenas en Calbuco, Ricardo Ritter en Laguna Blanca y Sadi Melo de El Bosque.
En 2024 volvió a ser electo alcalde de la comuna de Quillota, esta vez como candidato independiente, iniciando sus funciones en diciembre de ese año.

## Biografía
Está casado con Susana Andaúr Leiva, con quien tiene tres hijos: Cristian, Sebastián y Luis.
Cursó sus estudios y egresó del Liceo Santiago Escuti Orrego para luego ingresar a la carrera de Medicina, en la Universidad de Valparaíso. Sus estudios universitarios los complementó con actividades sociales, marcado por su fuerte devoción cristiana. Una vez que obtuvo su título de médico cirujano, en 1986, se desempeñó en el sistema municipalizado de salud, sin dejar de lado su vocación por los más desposeídos. Al mismo tiempo, cursó el Diplomado en Administración Moderna en Salud, en la Universidad de Valparaíso.
Ingresa al Partido Demócrata Cristiano en 1990, postulando al cargo de alcalde por Quillota en las elecciones municipales de 1992, en dicho proceso obtuvo la primera mayoría con un 37,87% de los votos. Fue reelegido en las elecciones de 1996, 2000, 2004, 2008, 2012 y 2016, último proceso en donde recibió un 73,65% de los votos.
Su administración se ha caracterizado por el fuerte impulso que ha dado a Quillota dentro del ámbito regional, pero, por sobre todo, por la defensa de la dignidad del ser humano, otorgándole un cariz humanista a todos sus proyectos, con una política más promocional que asistencialista. Posicionándolo como pionero en el país por incorporar a su gestión políticas públicas basadas en la felicidad de las personas, rentabilidad humana y solidaridad. 
Fundador de varias iniciativas sociales y solidarias: Hogar de Beneficencia “AMENCRI”, que atiende a ancianos de vulnerable condición social; Casa de Acogida para Enfermos en Quillota y San Pedro; BanAmor (Banco solidario), por el cual ha sido premiado en el 2° Encuentro de Relaciones Saludables y Felicidad del Instituto de Bienestar.
En el año 2015 recibió el reconocimiento por la Fundación P!ensa, como el político mejor evaluado de la región.
Por su gestión en torno a la felicidad ha sido invitado a participar en seminarios y congresos internacionales en temáticas como: desarrollo urbano, salud y gobiernos locales, felicidad y bienestar, cambio climático, entre otros, exponiendo en países como Colombia, España, Argentina, Alemania, Rusia, México, Corea del Sur, Brasil, Costa Rica, entre otros.
En marzo de 2021 fue expulsado de la democracia cristiana tras 30 años de militancia, debido a que decidió apoyar en Quillota a un candidato independiente para las elecciones municipales de 2021, en desmedro del candidato establecido por el partido.

## Historial electoral
- Elecciones municipales de 1992, para la alcaldía y concejo municipal de Quillota[6]

(Se consideran solo candidatos que obtuvieron un puesto)
| Candidato            | Pacto                          | Partido | Votos  | %      | Resultado |
| -------------------- | ------------------------------ | ------- | ------ | ------ | --------- |
| Germán Contreras     | Concertación por la Democracia | PS      | 1543   | 4,23%  | Concejal  |
| Luis Mella           | Concertación por la Democracia | PDC     | 13 821 | 37,87% | Alcalde   |
| Robinson Ormazábal   | Concertación por la Democracia | PDC     | 831    | 2,28%  | Concejal  |
| Víctor Vergara       | Concertación por la Democracia | PR      | 4293   | 11,76% | Concejal  |
| Gerti Speringer      | Participación y Progreso       | RN      | 2500   | 6,85%  | Concejal  |
| José Antonio Rebolar | Participación y Progreso       | ILD     | 7248   | 19,86% | Concejal  |

- Elecciones municipales de 1996, para la alcaldía y concejo municipal de Quillota[7]

(Se consideran solo candidatos que obtuvieron un puesto)
| Candidato            | Pacto                          | Partido | Votos  | %      | Resultado |
| -------------------- | ------------------------------ | ------- | ------ | ------ | --------- |
| José Antonio Rebolar | Unión por Chile                | ILD RN  | 9763   | 27,30% | Concejal  |
| Gerti Speringer      | Unión por Chile                | RN      | 2722   | 7,61%  | Concejal  |
| Luis Mella           | Concertación por la Democracia | PDC     | 14 929 | 41,74% | Alcalde   |
| Robinson Ormazábal   | Concertación por la Democracia | PDC     | 417    | 1,17%  | Concejal  |
| Elmita Puebla        | Concertación por la Democracia | PDC     | 401    | 1,12%  | Concejal  |
| Víctor Vergara       | Concertación por la Democracia | PRSD    | 2624   | 7,34%  | Concejal  |

- Elecciones municipales de 2000, para la alcaldía y concejo municipal de Quillota[8]

(Se consideran solo candidatos que obtuvieron un puesto)
| Candidato            | Pacto                                      | Partido | Votos  | %      | Resultado |
| -------------------- | ------------------------------------------ | ------- | ------ | ------ | --------- |
| José Antonio Rebolar | Alianza por Chile                          | ILC     | 9243   | 25,42% | Concejal  |
| Gerti Speringer      | Alianza por Chile                          | RN      | 3315   | 9,12%  | Concejal  |
| Luis Mella           | Concertación de Partidos por la Democracia | PDC     | 17 490 | 48,10% | Alcalde   |
| José Toledo          | Concertación de Partidos por la Democracia | PDC     | 332    | 0,91%  | Concejal  |
| Luis Ibarra          | Concertación de Partidos por la Democracia | PDC     | 372    | 1,02%  | Concejal  |
| Víctor Vergara       | Concertación de Partidos por la Democracia | PRSD    | 1661   | 4,57%  | Concejal  |

- Elecciones municipales de 2004, para la alcaldía de Quillota[9]

| Candidato            | Pacto                          | Partido | Votos  | %      | Resultado |
| -------------------- | ------------------------------ | ------- | ------ | ------ | --------- |
| Félix Quezada        | Juntos Podemos                 | PCCh    | 1900   | 5,75%  |           |
| José Antonio Rebolar | Alianza                        | RN      | 12 604 | 38,12% |           |
| Luis Mella           | Concertación por la Democracia | PDC     | 18 562 | 56,14% | Alcalde   |

- Elecciones municipales de 2008, para la alcaldía de Quillota[10]

| Candidato        | Pacto                    | Partido | Votos  | %      | Resultado |
| ---------------- | ------------------------ | ------- | ------ | ------ | --------- |
| Adolfo Rojas     | Por un Chile limpio      | ILA     | 871    | 2,53%  |           |
| Luis Mella       | Concertación Democrática | PDC     | 18 076 | 52,54% | Alcalde   |
| Leonidas Herrera | Juntos Podemos Más       | ILD     | 1079   | 3,14%  |           |
| Rodrigo Jarufe   | Alianza                  | ILE     | 14 377 | 41,79% |           |

- Elecciones municipales de 2012, para la alcaldía de Quillota[11]

| Candidato      | Pacto                    | Partido | Votos  | %      | Resultado |
| -------------- | ------------------------ | ------- | ------ | ------ | --------- |
| Luis Mella     | Concertación Democrática | PDC     | 20 497 | 69,65% | Alcalde   |
| Rodrigo Jarufe | Coalición                | RN      | 8930   | 30,34% |           |

- Elecciones municipales de 2016, para la alcaldía de Quillota

| Candidato        | Pacto                   | Partido  | Votos  | %      | Resultado |
| ---------------- | ----------------------- | -------- | ------ | ------ | --------- |
| Luis Mella       | Nueva Mayoría           | PDC      | 17 318 | 73,65% | Alcalde   |
| Iván Cisternas   | Chile Vamos             | RN       | 4223   | 17,96% |           |
| Luisa Morales    | Chile Quiere Amplitud   | Amplitud | 741    | 3,15%  |           |
| Octavio González | Alternativa Democrática | PH       | 1233   | 5,24%  |           |